# アジュマーンCSC
アジュマーンCSC（アラビア語: نادى عجمان الثقافي الرياضي、Ajman Cultural and Sports Club）は、アラブ首長国連邦・アジュマーン首長国のクラブ。1974年創設。以下はそのサッカー部門についての記述。
アラビアン・ガルフ・リーグ所属。本拠地はアジュマーン、ホームスタジアムは、ラーシド・ビン・サイード・スタジアム。なお、クラブの名称は、一般に「Ajman Club（アジュマーン・クラブ）」「نادي عجمان（ナーディー・アジュマーン）」と表記されることが多い。
近年は2009-2010シーズンにリーグ最下位となりディヴィジョン1へ降格したが、翌2010-2011シーズンのディヴィジョン1で1位となり、1シーズンで復帰している。1部（アラビアン・ガルフ・リーグ）での優勝はまだないが、カップ戦では1983-1984シーズンのプレジデンツカップ及び2012-2013シーズンのイッティサラートカップでの優勝がある。

## タイトル

### 国内タイトル
- ディヴィジョン1リーグ：1回
  - 2010-11
- UAEプレジデンツカップ：1回
  - 1983-84
- イッティサラートカップ：1回
  - 2012-13

## 現所属メンバー
注：選手の国籍表記はFIFAの定めた代表資格ルールに基づく。
| No. | Pos. |                  | 選手名                             |
| --- | ---- | ---------------- | ---------------------------------- |
| 2   | DF   | アラブ首長国連邦 | ムハンマド・ヤアクーブ             |
| 3   | DF   | アラブ首長国連邦 | アーディル・サーレム               |
| 4   | MF   | アラブ首長国連邦 | アハマド・サーレム                 |
| 6   | MF   | アラブ首長国連邦 | マンスール・ムハンマド・アッバース |
| 7   | DF   | アラブ首長国連邦 | ムハンマド・アリー・オマル         |
| 8   | MF   | アルジェリア     | カリム・ジアニ                     |
| 9   | MF   | アラブ首長国連邦 | ハマド・アル＝ホーサニー           |
| 10  | MF   | モロッコ         | ドリース・フェットゥーヒ           |
| 11  | MF   | アラブ首長国連邦 | ムハンマド・アハマド               |
| 12  | MF   | アラブ首長国連邦 | アブドルアズィーズ・ムハンマド     |
| 14  | MF   | アラブ首長国連邦 | アハマド・マーラッラー             |
| 15  | MF   | アラブ首長国連邦 | アリー・ハミース                   |
| 16  | MF   | アラブ首長国連邦 | ハーティム・アブドゥッラフマーン   |
| 17  | GK   | アラブ首長国連邦 | アリー・メスマーリー               |
| 21  | DF   | アラブ首長国連邦 | ムハンマド・ヒラール               |
| 22  | DF   | アラブ首長国連邦 | マスウード・ハサン                 |
| 23  | MF   | アラブ首長国連邦 | ワリード・アハマド                 |
| 26  | MF   | アラブ首長国連邦 | ムバーラク・サーレム               |
| 27  | MF   | アラブ首長国連邦 | ムバーラク・ハサン                 |
| 28  | FW   | コートジボワール | ボリス・カビ                       |

| No. | Pos. |                  | 選手名                                     |
| --- | ---- | ---------------- | ------------------------------------------ |
| 30  | DF   | イラク           | アフマド・イブラヒーム・ハラフ             |
| 31  | MF   | アラブ首長国連邦 | ジャーセム・アリー                         |
| 32  | MF   | アラブ首長国連邦 | アブドッラー・ハミース                     |
| 34  | GK   | アラブ首長国連邦 | ハーリド・アブドッラー                     |
| 44  | FW   | アラブ首長国連邦 | サーレム・サアド                           |
| 59  | MF   | アラブ首長国連邦 | サウード・アリー・ハサン                   |
| 60  | GK   | アラブ首長国連邦 | ムウタズ・アブドッラー                     |
| 60  | MF   | アラブ首長国連邦 | アハマド・アブドルハーディー               |
| 61  | FW   | アラブ首長国連邦 | サウード・ムハンマド                       |
| 65  | DF   | アラブ首長国連邦 | マージド・アブドッラー                     |
| 66  | MF   | アラブ首長国連邦 | ユースィフ・ムハンマド                     |
| 68  | DF   | アラブ首長国連邦 | マルワーン・アリー                         |
| 69  | DF   | アラブ首長国連邦 | タラール・ハルファーン                     |
| 70  | MF   | アラブ首長国連邦 | バデル・ナーセル                           |
| 72  | MF   | アラブ首長国連邦 | アハマド・イブラヒーム・アブドルアズィーズ |
| 73  | DF   | アラブ首長国連邦 | ムハンマド・フセイン                       |
| 75  | DF   | アラブ首長国連邦 | アブドルアズィーズ・イブラヒーム           |
| 77  | MF   | アラブ首長国連邦 | ハッダーフ・アブドッラー                   |
| 80  | GK   | アラブ首長国連邦 | ナジーブ・アル＝ジャスミー                 |
| 90  | MF   | アラブ首長国連邦 | ラーシド・サーレム                         |

## 歴代所属選手
- ジャバド・カゼミヤン 2008-2010
- ユーセフ・ナーセル 2013-2014